# Josh Billings

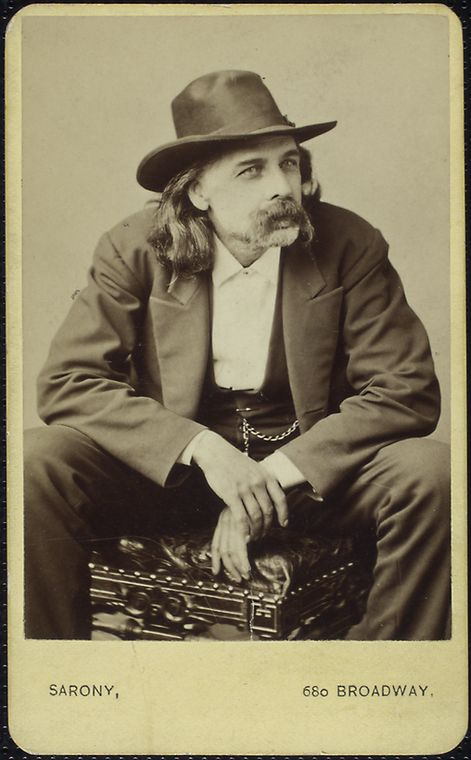
Josh Billings

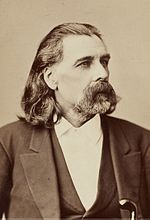
Josh Billings

Josh Billings (* April 1818 in Lanesborough, Berkshire County, Massachusetts; † 14. Oktober 1885 in Monterey, Kalifornien) war ein US-amerikanischer Schriftsteller.

## Leben
Henry Wheeler Shaw, der später das Pseudonym Josh Billings benutzte, war Sohn von Henry Shaw, der 25 Jahre lang dem Senat von Massachusetts angehörte und von 1818 bis 1821 Kongressabgeordneter war. Josh Billings wurde um 1832 zur Ausbildung am Hamilton College in Clinton zugelassen, schloss aber seine Erziehung dort nicht ab, sondern zog in den Westen, nachdem er relegiert worden war, weil er den Klöppel aus der Glocke des Colleges entfernt hatte. Er arbeitete unter anderem auf den Dampfschiffen des Ohio River und als Farmer. 1845 kehrte er vorübergehend in seine Heimatstadt zurück, wo er Zilpha Bradford heiratete. Ab 1858 lebte er in Poughkeepsie, wo er zu schreiben begann. Zu seinen frühen Werken gehörte der Essay on the Mule. Zunächst fand er aber wenig Beachtung. Erst als Billings seinen Sprachstil wandelte und aus dem Essay on the Mule ein Essa on the Muel, bi Josh Billings wurde, gelang ihm der Durchbruch. Das Werk, das nun stark dialektal gefärbt war, wurde in einer New Yorker Zeitung und später in zahlreichen weiteren Blättern abgedruckt. Ein weiterer Erfolg war Josh Billings’ Farmers Almanax, eine Parodie auf den Old Farmer’s Almanac. Dieses Buch erschien erstmals 1870 in einer Auflage von 2000 Stück und fand schnell reißenden Absatz.
Ab 1863 veranstaltete Josh Billings auch Lesungen. 1866 erschien Josh Billings, his Sayings, 1875 Josh Billings on Ice, 1876 Every Boddy’s Friend, 1877 Josh Billings’s Complete Works, und Josh Billings’s Spice Box kam 1881 heraus. Er war ein beliebter Humorist, der zu seiner Zeit bekannter war als Mark Twain. In seinen letzten 20 Lebensjahren schrieb er regelmäßig für die Zeitschrift New York Weekly. Auch die Artikel, die unter dem Namen „Uncle Esek“ in der Zeitschrift Century erschienen, werden ihm zugeschrieben.

## Tod
John Steinbeck erzählt in seinem Roman Die Straße der Ölsardinen, dass Josh Billings auf einer Reise im Hotel del Monte in Monterey starb und von einem ortsansässigen Arzt einbalsamiert werden sollte. Ein Anwohner stellte allerdings, so Steinbecks Bericht, fest, dass der Arzt die inneren Organe des berühmten Mannes einfach in die Schlucht hinter seinem Haus geworfen hatte, wo sie von einem Knaben und einem Hund aufgelesen wurden. Im letzten Moment soll verhindert worden sein, dass der Junge mit Billings’ Leber aufs Meer hinausfuhr und sie als Köder beim Fischen benutzte.

## Sonstiges
Nach Josh Billings ist das jährlich stattfindende Josh Billings Runaground Triathlon benannt. Diese Veranstaltung gilt als zweitälteste ihrer Art in der Welt.